# 変異導入
変異導入（へんいどうにゅう）とは、塩基配列やアミノ酸配列を現状とは異なる配列に人為的に置き換えること。
ゲノムへの導入の場合、ニトロソグアニジンや紫外線などを用いてランダムに突然変異を導入する方法と、組み換えなどを利用して任意の位置に任意の配列を導入する方法に大別できる。これらの変異導入により遺伝子から生産されるタンパク質のアミノ酸配列を改変することで、その性質を調べたり改良したりするのに用いられることが多い。